# Haliophyle
Haliophyle is een geslacht van vlinders van de familie Uilen (Noctuidae), uit de onderfamilie Hadeninae.

## Soorten
- H. anthracias Meyrick, 1899
- H. compsias Meyrick, 1899
- H. euclidias Meyrick, 1899
- H. ferruginea Swezey, 1932
- H. niphadopa Meyrick, 1899